# 鹿島達也
鹿島 達也（かしま たつや、1962年8月20日 - ）は日本のベーシスト。鹿の一族、Oh!Roony!!、SUPER BADのベーシスト（通称：鹿島KID）。血液型B型。

## 経歴
1986年、てつ100%のオリジナルメンバーとして、CBS・ソニーよりデビュー。1stアルバム「てつ100%」発表後脱退。次にSUPER BADのベーシストとして再デビュー。1987年、ドクター・フィールグッドの来日公演ではオープニングアクトを務めた。1992年に活動休止。同時期にフリーランスのベーシストとして活動開始。以来様々なライブ・レコーディングに参加。1994年から5年間、The pillowsの活動に参加。
2001年、音楽集団「nino trinca」に参加【角森隆浩（Vo）上田禎（Pf,G）HONZI（Vn）エミ・エレオノーラ（Acord）YASSY（Tb）佐藤研二（Cello）CHACO（Dr）コサノナオキ（G）清水ひろたか（G）ALAN PATTON（Acord,sax）松本健一（sax）】。12月にアルバム「ニーノ・トリンカ」、2003年8月、アルバム「BERIS BERIS」発表。その後、上田禎（Vo,G）とCHACO（Vo,Dr）とスリーピースバンド「Epoch」結成。2007年10月、アルバム「MEMORY SERVES」発表。次に松崎ナオ、奥村純（Dr）と2016年に「鹿の一族」結成。2018年、アルバム「鹿の一族」発表。同年、鹿野隆広（Dr）に代わり、2019年3月アルバム「P」発表。2019年10月、松崎ナオが音楽担当した映画「ブルーアワーにぶっ飛ばす」音楽集「清く、ただしく inspired by ブルーアワーにぶっ飛ばす」を発表。2018年、上田禎（Pf,G）と下北沢・風知空知にて定期プロデュースイベント「NT Connection」開始。2020年より下北沢・440に会場を移し、脇山広介（Dr）石崎光（G）参加。NT Connectionレーベルを立ち上げ、2020年12月自身初のソロ作品「BASS TALKIN’」を発表。2021年、山中さわおと初のコラボレーション「for Once Deja Vu」を発表。同年、中森泰弘（G）サンコンJr（Dr）と共にバンド「Oh! Roony!!」を結成。2022年8月15日〜19日、下北沢・440にて、自身の記念ライブイベント「Tatsuya Kashima 60th×440 four-forty 20th Anniversary 鹿島達也 5Day's "The beginning of a new history"」を5日間に渡り開催。TICA、Rie fu Band、ヒックスヴィル、A.C.E feat.堂島孝平、鹿の一族、梅津和時、宮下広輔、Oh! Roony!!、桜井秀俊、杉原徹、高橋徹也スペシャルトリオ、SUPER BADなど鹿島がこれまでに関わった音楽家やバンドが多数出演して還暦を祝う会となった。

## サポートライブ・レコーディング
- Original Love[6]
- The pillows
  - 山中さわお
- 秦基博
- ハナレグミ
- 高橋徹也
- 堂島孝平[7]
- 松崎ナオ
- ヒックスヴィル
- Small Circle of Friends
- 真心ブラザーズ
  - 桜井秀俊
- レキシ
- 種ともこ
- Bird
- Cocco[8]
- EGO-WRAPPIN'
- NakamuraEmi
- やなわらばー
- 石垣優
- YAMA-KAN（山崎まさよし＋KAN）
- スキマスイッチ
- Chara
- 遊佐未森
- Rie fu
- 土岐麻子
- Negicco[9][10]
- ハルナ[11]
- タイナカ彩智
- 真城めぐみ
- 石嶺聡子
- 辻香織
- CHEMISTRY
- 竹仲絵里
- NIKKIE
- ohana
- Schroeder-Headz
- migu
- KinKi Kids
- 一青窈
- 畠山美由紀
- ゴンチチ
- 朝日美穂
- 櫛引彩香
- 加藤いづみ
- にしな
- ミーワムーラ

## サウンドトラックへの演奏参加
- 東京タワー（2007年）
- おでんくん（2005年）
- ユーリ!!! on ICE（2016年）

## 使用機材

### 使用Bass
- Fender Jazz Bass 1978 Sunburst
- Fender Precision Bass 1965 Black
- Doublebass from Czech 1900's
- Navigator Jazz Bass 1980 Fretless Natural
- YAMAHA SLB 100
- Gretsch Country Gentleman Bass 1990 Brown
- Ampeg Baby Bass 70's
- Nashguitars Jazz Bass 2010 Red
- Nashguitars TJ Bass 2012
- Sunburst

### 使用Bass Amp
- Ampeg B-15N